# Grand Hustle Records
Grand Hustle Records je američka diskografska kuća iz Atlante, Georgije koju su 2003. godine osnovali reper T.I. i Jason Geter. Diskografsku kući distribuiraju Atlantic Records i Warner Music Group.

## Izvođači

### Trenutni Izvođači
- P$C[1] (Grand Hustle/Atlantic)
  - T.I.
  - AK
  - C-Rod
  - Mac Boney
  - Big Kuntry King
- OMG Girlz[2] (Grand Hustle/Pretty Hustle/Streamline/Interscope)
  - Zonnique "Star" Pullins[2]
  - Bahja "Beauty" Rodriguez[2]
  - Breaunna "Baby Doll" Womack[2]
- D.O.P.E.[3] (Grand Hustle)
  - Spodee[3][4]
  - Yung Booke[3]
  - Rich Kid Shawty[3]
- B.o.B (Grand Hustle/Rebel Rock/Atlantic)
- Spot (Grand Hustle/Rubicon)
- Trae[5][6] (Grand Hustle/ABN)
- Iggy Azalea[3][6] (Grand Hustle/Interscope)
- Chipmunk[6] (Grand Hustle/Sony)
- Young Dro (Grand Hustle/Atlantic/E1)
- Mitchelle'l (Grand Hustle)
- Ricco Barrino[7] (Grand Hustle)
- 8Ball & MJG (E1/Grand Hustle)
- Killer Mike[8] (Grind Time/SMC/Grand Hustle)

### Bivši izvođači
- Alfamega (2005. – 2009.)
- Governor (2006. – 2008.)

## Vanjske poveznice
- Službena stranica